# 屏東市 (州轄市)

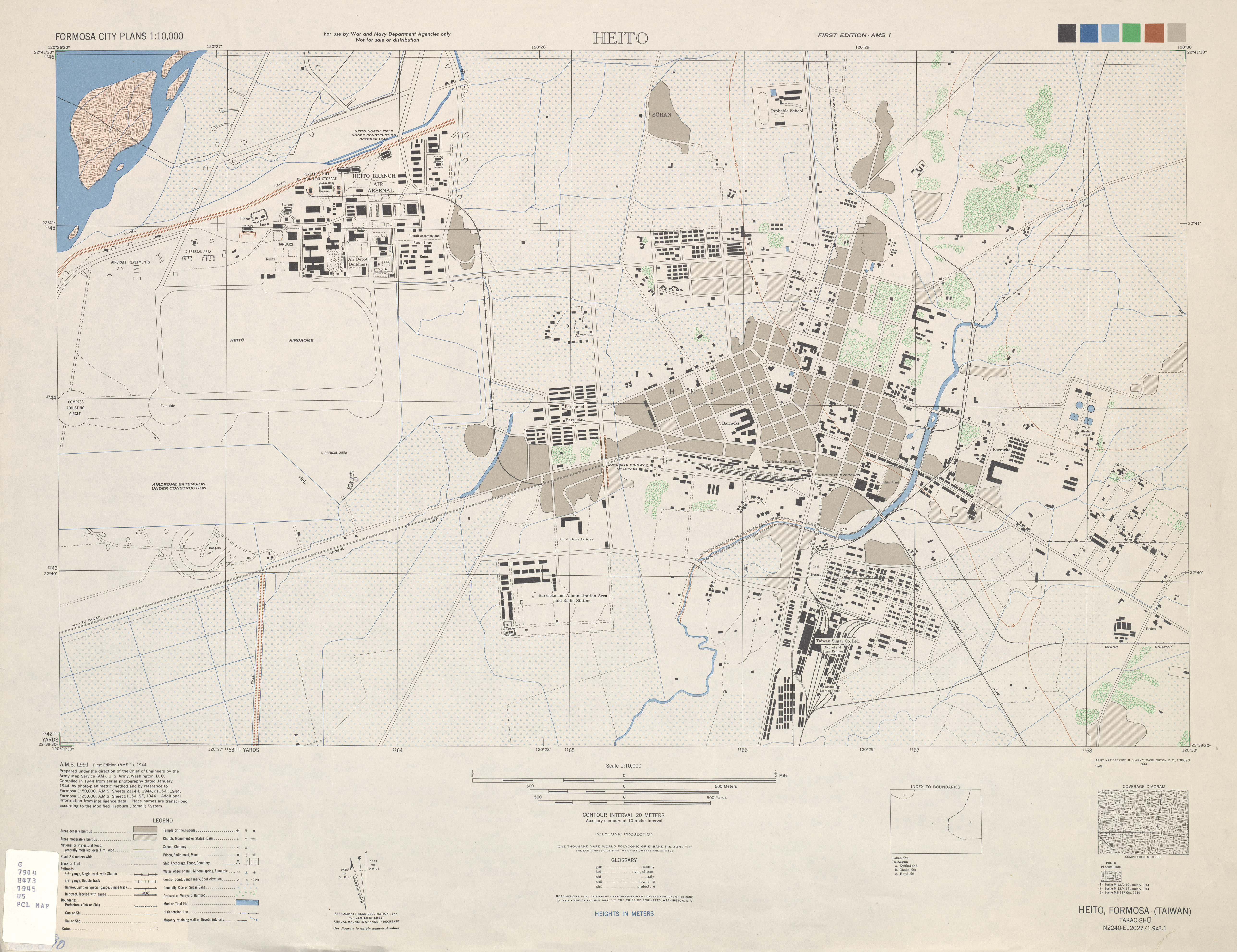
日治末期屏東市地圖

屏東市（日语：／ Heitō shi */?）為1933年至1945年間存在之行政區，轄屬高雄州，由屏東郡屏東街升格而成，仍為屏東郡役所駐地。今屏東縣屏東市。

## 行政區劃
屏東街在1933年12月20日升格為「屏東市」，其行政區劃不變，仍為屏東、頭前溪、崇蘭、海豐、歸來、公館、大湖等7個大字。1939年4月1日，屏東市實施町名改正，將市區的屏東大字以及由長興庄併入的部分長興大字劃分成田町、北町、大和町、干城町、若松町、大宮町、旭町、清水町、幸町、綠町、榮町、本町、小川町、昭和町、瑞穗町、大武町、柳町、黑金町、千歲町、竹園町、隼町等21町，以及頭前溪、崇蘭、歸來、海豐、公舘、大湖等6個大字。
在1935年10月31日，為了行政管理方便，將屏東市分區，每區設置區長，負責行政傳達、區內環境改善等事務。此區並非地籍上的劃分，其劃分如下：
| 區分     | 區域（大字）             |
| -------- | ------------------------ |
| 若松町區 | 屏東部分、崇蘭部分       |
| 末廣町區 | 屏東部分                 |
| 小川町區 | 屏東部分                 |
| 本町區   | 屏東部分                 |
| 黑金町區 | 屏東部分、頭前溪部分     |
| 榮町區   | 屏東部分、崇蘭部分       |
| 綠町區   | 屏東部分                 |
| 臺糖區   | 歸來部分                 |
| 林子內區 | 頭前溪部分               |
| 頭前溪區 | 頭前溪部分               |
| 歸來區   | 歸來部分                 |
| 番子埔區 | 歸來部分                 |
| 崇蘭區   | 崇蘭除若松町與榮町的部分 |
| 海豐區   | 海豐                     |
| 公館區   | 公館                     |
| 大湖區   | 大湖                     |

## 屏東市歌
屏東市役所為紀念屏東市市制於1938年12月20日實施五周年，向大眾募集屏東市歌歌詞，之後再以第一名的歌詞作曲。第一等當選者為來自基隆市的野上照生，其歌詞分三段如下：
| 一 | 銀翼燦と 陽に映えて 空に高鳴る 爆音の 大武の嶺に こだましつ 圖南の雄志 ひた燃ゆる 進取のわが市 屏東市 |
| 二 | 下淡水の 水長く 稔りの沃野 うるはせば 文化の步み 產業の 花こぞかほれ 人和して 伸びゆくわが市 屏東市   |
| 三 | あゝ瑞竹の 瑞祥に 彌榮えゆく 大御代の 南の鎮め ゆるぎなく 阿緱の宮居 神さびて 光榮あるわが市 屏東市   |

## 官公署

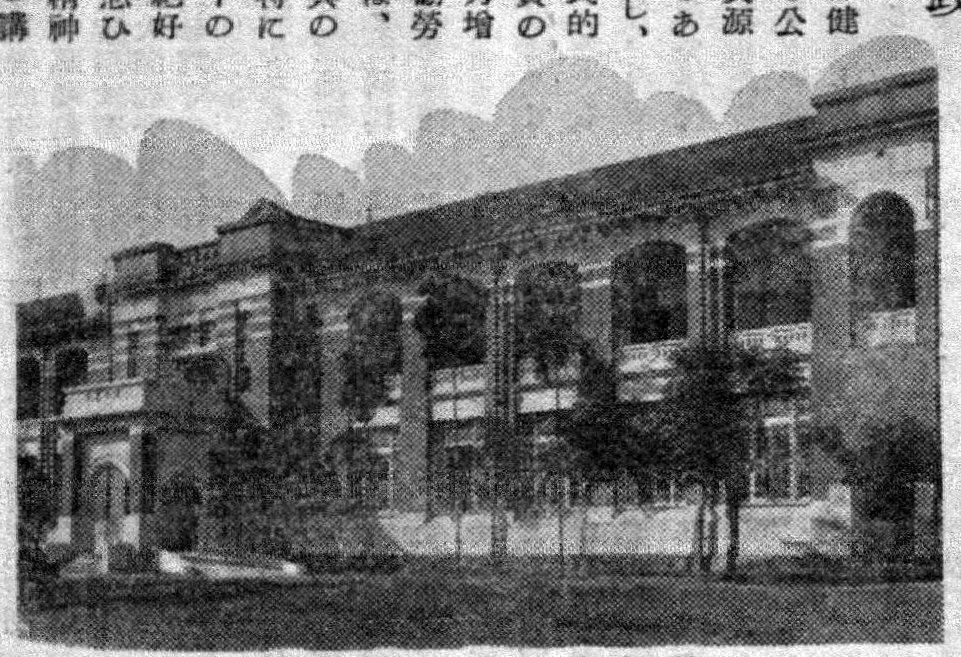
屏東郡役所

- 屏東市役所
- 屏東警察署
- 屏東郡役所屏東郡役所
- 屏東郵便局屏東郵便局
- 高雄州屏東稅務出張所
- 高雄州屏東出張調停所
- 高雄州立農事試驗場
- 高雄州屏東出張調停所
- 專賣局屏東支局
- 專賣局屏東支局葉菸草再乾燥廠
- 台南地方法院屏東出張所
- 台灣總督府植物檢查所高雄分所屏東派出所
- 台灣總督府米穀局高雄事務所屏東出張所
- 台灣總督府養蠶所屏東出張所

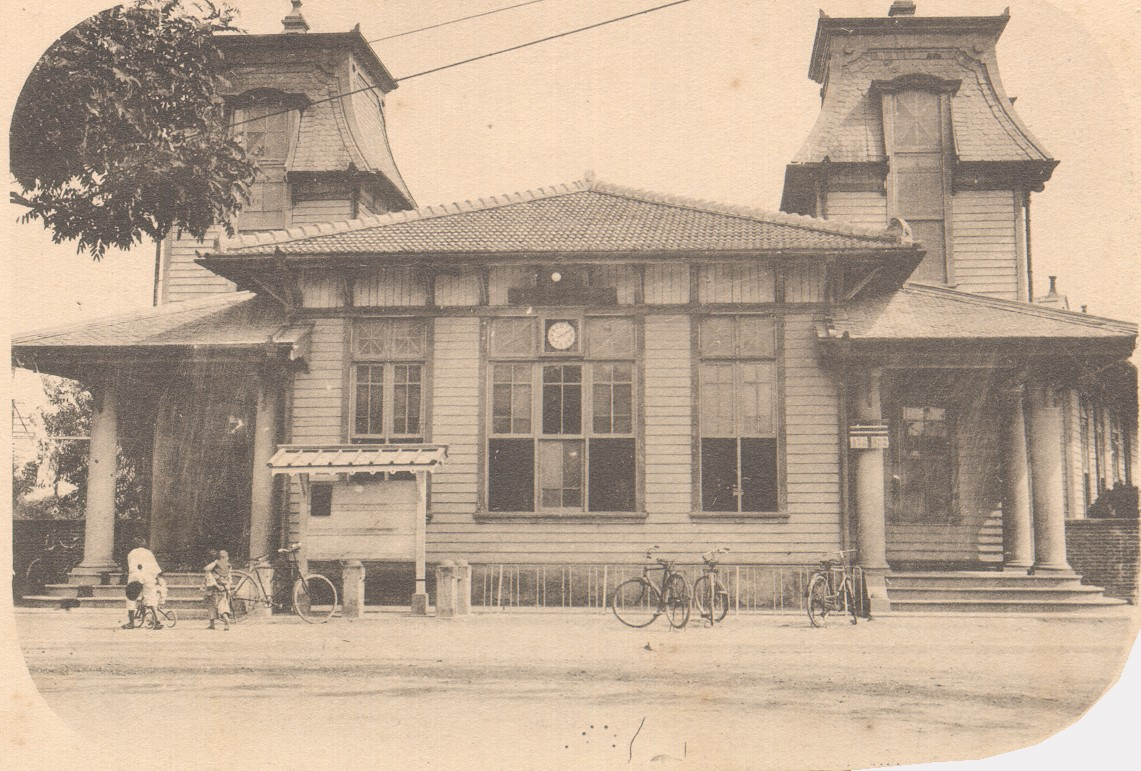
屏東郵便局

- 台灣總督府熱帶特用樹種栽培事務所，1942年改制為高雄山林事務所
- 下淡水溪治水工事事務所，1942年改制為下淡水溪森林治水事務所

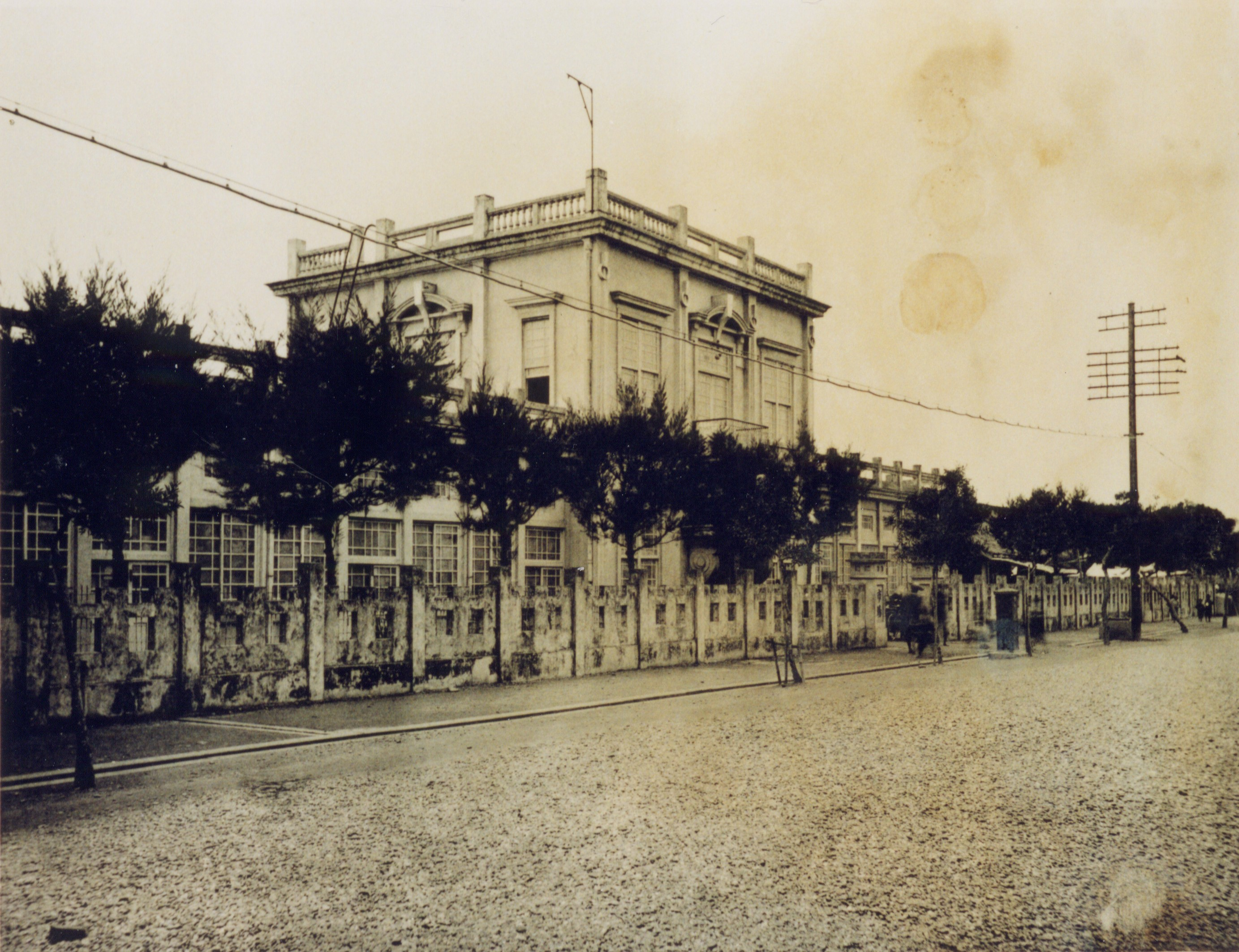
屏東本町小賣市場

- 本町小賣市場屏東本町小賣市場
- 若松町小賣市場
- 屏東市卸賣市場
- 屏東市家畜市場
- 屏東市魚市場[4]

## 軍事

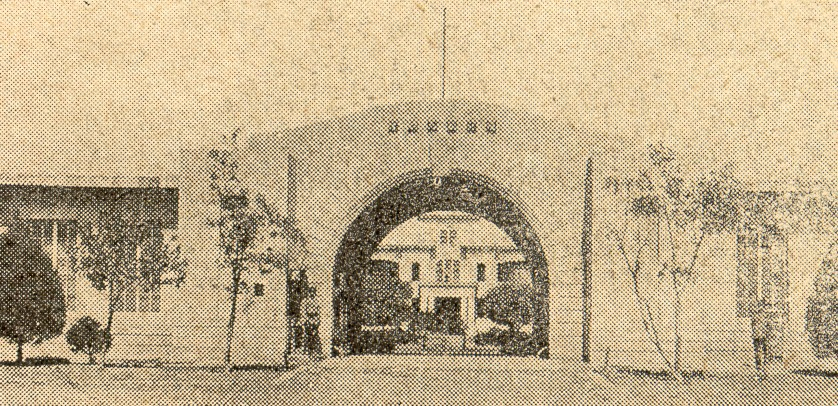
屏東飛行第八聯隊

- 第三飛行團司令部
- 屏東飛行第八聯隊屏東飛行第八聯隊
- 陸軍航空屏東支隊
- 屏東高射炮第八聯隊
- 屏東偕行社
- 陸軍航空本廠屏東出張所
- 臺灣軍經理部屏東派出所
- 台南憲兵分隊屏東分遣所[5]

## 交通

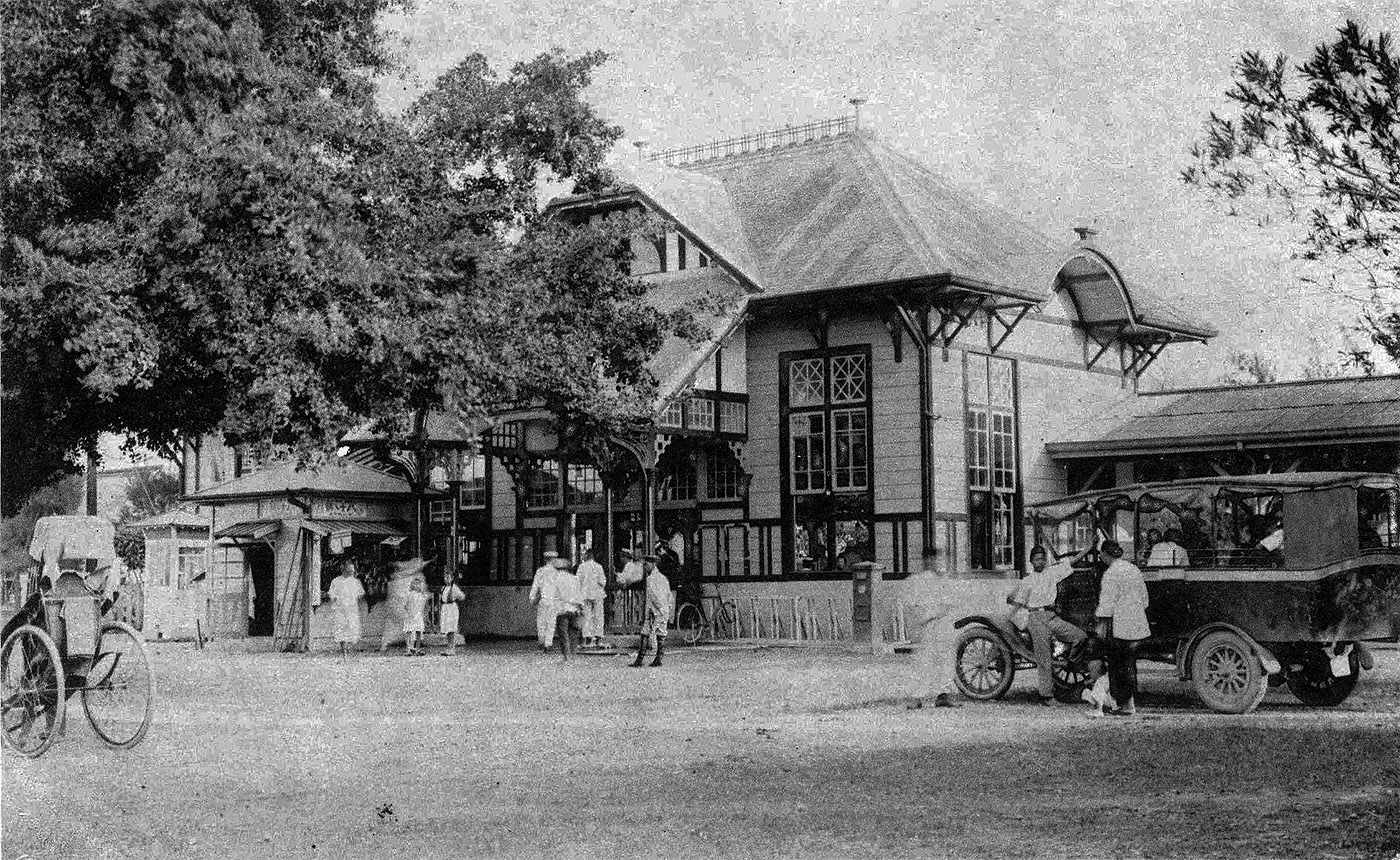
屏東車站

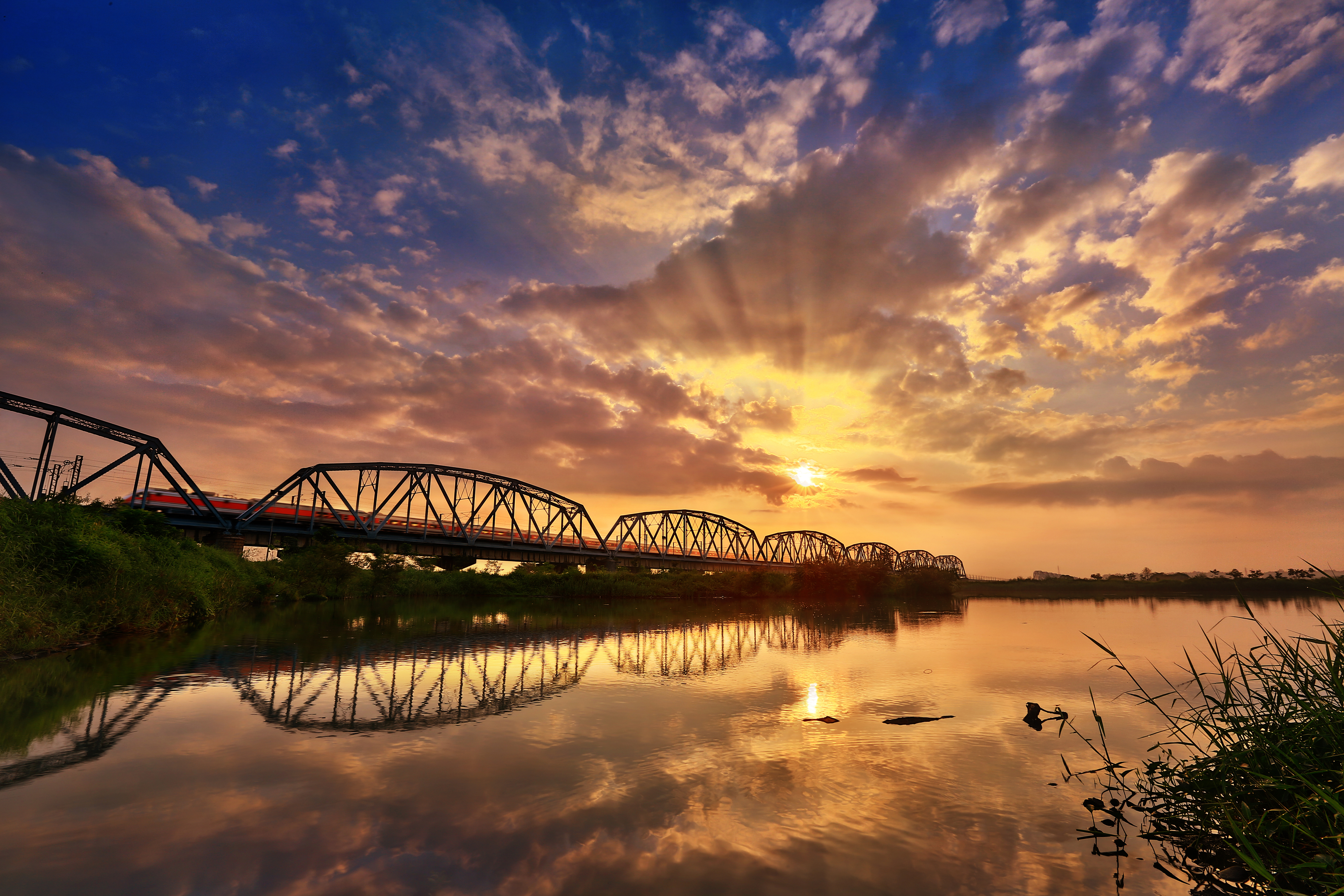
下淡水溪鐵橋

- 屏東車站屏東車站
- 六塊厝車站
- 下淡水溪鐵橋下淡水溪鐵橋
- 屏東飛行場

## 教育

### 中等教育
- 屏東中學校（屏東高中）
- 屏東高等女學校（屏東女中）

師範教育
- 臺灣總督府屏東師範學校（國立屏東大學）

實業學校
- 屏東農業學校（國立屏東科技大學）

實業補習學校
- 屏東實踐商業學校（屏東高工）
- 屏東實踐女學校

### 初等教育
- 屏東公學校→黑金國民學校（唐榮國小）
- 大宮公學校→大宮國民學校（仁愛國小）
- 海豐公學校→海豐國民學校（海豐國小）
- 屏東市尋常高等小學校→屏東市榮國民學校（中正國小）
- 公館公學校→公館國民學校（公館國小）
- 大武公學校→大武國民學校（大同國小）
- 竹園公學校→屏東師範學校附屬公學校（屏大附小）
- 錦國民學校（歸來國小）

### 其他
青年學校
原為1935年設立的屏東青年訓練所，於1939年改制為青年學校。
- 屏東第一青年學校（屏東尋常高等小學校內）
- 屏東第二青年學校（屏東公學校內）

國語講習所
- 崇蘭國語講習所（崇蘭蕭氏家廟內，1935年設立）
- 歸來國語講習所（歸來保甲事務所，歸來947，1935年設立）
- 溪浦厝國語講習所（崇蘭760的溪浦厝部落集會所，1937年設立）
- 大湖國語講習所（大湖部落集會所，大湖638，1938年設立）
- 大宮國語講習所（大宮町三丁目59，1940年設立）
- 和興國語講習所（海豐1225，1940年設立）
- 旭國語講習所（大湖53，1940年設立）
- 劉厝國語講習所（歸來1013，1940年設立）
- 玉成國語講習所（公館825，1940年設立）[6]

特設國語講習所
於1941年7月17日設置，分為第一、二種。第一種設置在國民學校內，招收未上小學且學齡已超過一或兩年者；第二種則是與普通國語講習所併置，招收未上小學且未滿14歲者。
- 黑金第一種特設國語講習所
- 大宮第一種特設國語講習所
- 海豐第一種特設國語講習所
- 公館第一種特設國語講習所
- 大武第一種特設國語講習所
- 海豐第二種特設國語講習所

## 醫療
- 台灣總督府屏東醫院
- 屏東市愛生醫院（傳染病院，於1940年5月25日遷至大和町262、265）[7]
- 屏東陸軍病院

## 社會事業
- 屏東市公設質鋪
- 屏東市市營住宅
- 屏東市職業介紹所
- 屏東市營游泳池（1934年開場）
- 屏東市愛護會
- 屏東市救護院
- 屏東市軍事援護相談所[8]

## 會社

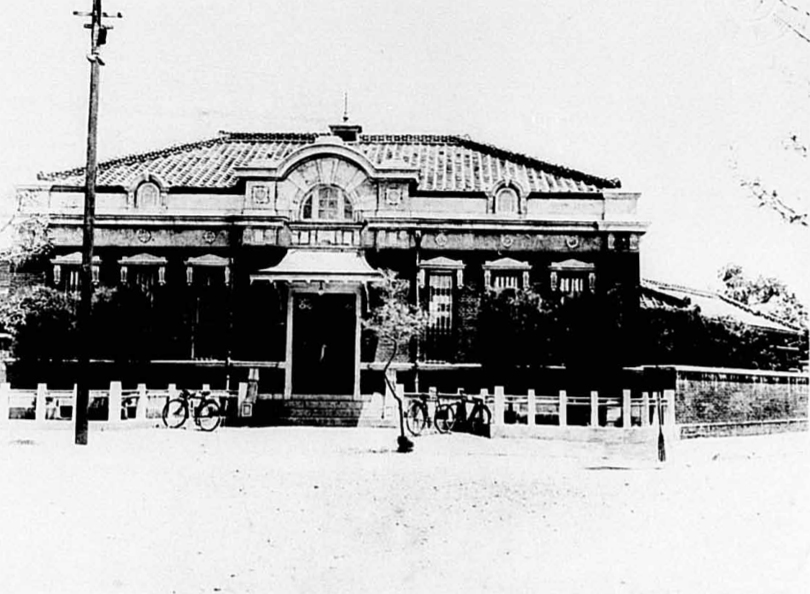
臺灣銀行阿緱出張所

金融
- 台灣銀行屏東支店臺灣銀行阿緱出張所
- 台灣商工銀行屏東支店
- 屏東信託株式會社
- 台灣產業資源株式會社屏東出張所
- 台灣南部無盡株式會社屏東支店

劇場
- 屏東劇場
- 末廣館

其他
- 臺灣製糖株式會社（台糖屏東總廠）
- 臺灣電力株式會社屏東營業所
- 臺灣煉瓦株式會社屏東工場
- 臺灣合同鳳梨株式會社第二工場
- 日本水產株式會社屏東冷凍工場
- 臺灣畜產株式會社

## 其他
- 縣社阿緱神社
- 海豐產土社
- 屏東末廣稻荷社
- 屏東武德殿
- 屏東公園
- 屏東圖書館
- 屏東會館（公會堂）
- 屏東地方工藝品紹介所
- 屏東水道
- 屏東水利組合
- 屏東農業倉庫

## 歷任首長

### 市尹
| 任次 | 肖像 | 姓名 (生–卒)          | 在任時間       | 在任時間       | 備註 |
| ---- | ---- | --------------------- | -------------- | -------------- | ---- |
| 1    |      | 伊藤完二 (1887－？)   | 1933年12月20日 | 1936年10月20日 |      |
| 2    |      | 宗藤大陸 (1883－1974) | 1936年10月20日 | 1937年11月30日 |      |
| 3    |      | 高木秀雄 (1895－？)   | 1937年11月30日 | 1939年3月10日  |      |
| 4    |      | 谷義廉 (1887－？)     | 1939年3月10日  | 1939年10月18日 |      |
| 5    |      | 大關善雄 (1885－？)   | 1939年10月18日 | 1940年10月28日 |      |

#### 附註
1. ↑  原新竹州新竹郡守。
2. ↑  改任交通局遞信部庶務課長。
3. ↑  原臺中州豐原郡守。
4. ↑  改任高雄州高雄市尹。
5. ↑  原臺南州虎尾郡守。
6. ↑  原新竹州桃園郡守。
7. ↑  原臺中州員林郡守。
8. ↑  改任市長。

### 市長
| 任次 | 肖像 | 姓名 (生–卒)        | 在任時間       | 在任時間       | 備註 |
| ---- | ---- | ------------------- | -------------- | -------------- | ---- |
| 1    |      | 大關善雄 (1886－？) | 1940年10月28日 | 1941年6月6日   |      |
| 2    |      | 山下若松 (1891－？) | 1941年6月6日   | 1943年1月22日  |      |
| 3    |      | 神田利吉 (？－？)   | 1943年1月22日  | 1945年10月25日 |      |

#### 附註
1. ↑  原市尹。
2. ↑  原臺南州新豐郡守。
3. ↑  改任臺中州臺中市長。
4. ↑  原臺中州員林郡守。